# France Télévisions
France Télévisions è l'azienda che gestisce il servizio pubblico radiotelevisivo in Francia e nei  territori d'oltremare francesi.
Il gruppo è nato nel 1992 contemporaneamente al cambio di nome dei due canali pubblici in France 2 e France 3.

## Storia
France 2 e France 3, inizialmente chiamate La Deuxième chaine e La Troisième chaine dell'ORTF, nascono rispettivamente il 18 aprile 1964 e il 31 dicembre 1972. Dal 6 gennaio 1975, in seguito allo scioglimento dell'ORTF, i primi tre canali vengono chiamati TF1, Antenne 2 (A2), e France Régions 3 (FR3), che pur essendo servizio pubblico sono entità separate tra loro. Dopo la privatizzazione di TF1, le altre due reti iniziano a riavvicinarsi nel 1990 con una presidenza comune e nel settembre 1992 i due canali diventano France 2 e France 3 e si uniscono in France Télévision. Nel 1994 si aggiunge La Cinquième che nel 2002 diventa France 5. Il servizio pubblico radiotelevisivo francese fa parte dell'Unione europea di radiodiffusione dal 1950.

## Finanziamenti
L'azienda è finanziata dagli spot pubblicitari (che nella fascia prime-time, però, non vanno in onda) e dal canone, legato all'imposta sugli immobili. In Francia il canone è di 118 €, mentre per i territori d'oltremare è di 74 €.

## Governance
L'azienda è amministrata da un consiglio di amministrazione formato da quindici membri, di cui:
- un presidente-direttore generale, nominato dall'Autorità di regolazione della comunicazione audiovisiva e digitale (ARCOM);
- cinque personalità nominate dal Governo, di cui una in rappresentanza dell'oltremare, scelte solitamente tra alti funzionari dello Stato (dirigenti ministeriali, prefetti, consiglieri di Stato o consiglieri alla Corte dei conti);
- cinque personalità nominate dall'ARCOM (solitamente tra persone di comprovata esperienza nel campo del managment), tra cui una nominata su indicazione delle associazioni a tutela dei consumatori maggiormente rappresentative;
- un deputato nominato dalla Commissione cultura dell'Assemblea nazionale;
- un senatore nominato dalla Commissione cultura del Senato;
- due rappresentanti eletti dai dipendenti dell'azienda.

## Canali

### Nazionali

#### In attivo
| Logo | Nome        | Data di lancio    | Note                                                                                              |
| ---- | ----------- | ----------------- | ------------------------------------------------------------------------------------------------- |
|      | France 2    | 18 aprile 1964    | Il primo canale pubblico per ascolti (il secondo in assoluto dopo TF1)                            |
|      | France 3    | 1º gennaio 1973   | Canale generalista con programmazione regionale                                                   |
|      | France 4    | 24 giugno 1996    | Canale generalista con un target giovanile, la cui programmazione spazia tra arte, musica e sport |
|      | France 5    | 1º febbraio 1994  | Canale dedicato ai documentari e ad eventi culturali                                              |
|      | France Info | 1º settembre 2016 | Canale all-news                                                                                   |
|      | arte        | 30 maggio 1992    | Canale franco-tedesco di cui il gruppo possiede una quota.                                        |

#### Chiusi
| Logo | Nome     | Data di lancio | Data di chiusura | Note                                               |
| ---- | -------- | -------------- | ---------------- | -------------------------------------------------- |
|      | France Ô | 25 marzo 1998  | 24 agosto 2020   | Canale nazionale dedicato alla Francia d'oltremare |

### Locali
A livello locale, France Télévisions è presente nelle regioni e nei territori d'oltremare attraverso il network La Première, che conta nove canali televisivi e altri nove radiofonici distribuiti tra Guadalupa, Riunione, Nuova Caledonia, Guyana francese, Saint-Pierre e Miquelon, Wallis e Futuna, Polinesia francese, Martinica e Mayotte.

## Canali tematici satellitari e via cavo
- Gulli
- Planète Juniors
- Planète Thalassa
- Mezzo

France Télévisions, inoltre, possiede anche una parte significativa del consorzio ARTE, che gestisce il canale tematico omonimo ARTE, di lingua franco-tedesca e gestisce anche il multiplex digitale R1.
È altresì il primo azionista di riferimento di Euronews.